# ジョニィ・デ＝ファジオ
ジョニィ・デ＝ファジオ（Johnny De Fazio, 1940年11月15日 - 2021年2月26日）は、アメリカ合衆国の元プロレスラーである。

## 人物
ペンシルバニア州ピッツバーグ出身。シートン＝ラ・サール・カトリック・ハイスクールを卒業した後、製鉄所の工員となる。工員をしながら日本の柔道と空手を嗜む。
1960年代にプロレス界入りし、Wiic TV Channel 11のプロレス中継番組『Studio Wrestling』の主力選手として活躍する。その後、ビンス・マクマホン・シニアが旗揚げしたニューヨークのWWWF（ワールド・ワイド・レスリング・フェデレーション）へ参戦。
1965年10月15日、ピッツバーグにてポール・デ＝ギャラスが保持するWWWF世界ジュニアヘビー級選手権に挑戦し、奪取を果たす。その後、1972年まで4度の王座奪取を果たした記録が残っている。
またジート・モンゴルとのコンビでWWWFインターナショナルタッグ選手権を獲得している。
1970年代半ば頃にデ＝ファジオはプロレス界をフェードアウトの形で去り、製鉄所勤務へ戻る。労働組合の業務に携わるようになり、USW（全米鉄鋼労組）の本部スタッフやペンシルバニア州のUSW局長など労働組合組織の幹部として名を高める。
晩年はペンシルバニア州アレゲニー郡評議員会会長を務めていた。
2021年2月26日に死去した。80歳没。

## 獲得タイトル
ワールド・ワイド・レスリング・フェデレーション
- WWWF世界ジュニアヘビー級選手権：4回
- WWWFインターナショナル・タッグ選手権：1回（w / ジート・モンゴル）